# Římskokatolická farnost Třebívlice
Římskokatolická farnost Třebívlice (lat. Triblicium) je církevní správní jednotka sdružující římské katolíky na území obce Třebívlice a v jejím okolí. Organizačně spadá do litoměřického vikariátu, který je jedním z 10 vikariátů litoměřické diecéze. Centrem farnosti je kostel sv. Václava v Třebívlicích.

## Historie farnosti
První písemná zmínka o farní lokalitě pochází z roku 1318. Již v roce 1384 zde byla plebánie. Matriky jsou vedeny od roku 1716. Samostatná farnost byla v Třebívlicích opět od roku 1787.

### Duchovní správcové vedoucí farnost
Začátek působnosti jmenovaného v duchovní správě farnosti od roku:
- 1787 Ioann. Brosch
- 1800 Car. Foita, † 1. 5. 1807 Hoštka
- 1804 Anton. Stiebar
- 1808 par. vacat, cap. Franc. Langecker
- 1809 Josef Schara
- 1815 Josef Roesler, n. 24. 4. 1783 Jiříkov, o. 16. 4. 1806
- 1822 par. vacat
- 1823 Josef Fetterle, n. 21. 11. 1786 Ml. Boleslav, o. 30. 8. 1810, † 3. 8. 1849
- 1850 Josef Kosina, n. 22. 12. 1815 Přepeře, o. 29. 7. 1842, † 10. 7. 1856
- 1857 Joann. Reimann, n. 21. 7. 1808 H. Bousov, o. 5. 8. 1831, † 21. 4. 1868
- 1869 Franc. Rákosník, n. 2. 10. 1830 Chotilsko, o. 25. 7. 1857, † 3. 12. 1918
- 1912 par. vacat admin. interc. Jos. Zmitko
- 1913 Josef Zmitko, n. 7. 5. 1874 St. Bydžov, o. 10. 7. 1898, † 15. 4. 1916
- 1916 Theoph. Svoboda, n. 7. 6. 1872 Chyjice, o. 5. 7. 1896
- 1927 par. vacat admin. interc. Philip. Joann. Konečný
- 1928 Philip. Joann. Konečný, n. 12. 7. 1862 Přestavlky (Mor.), o. 26. 7. 1885, † 8. 6. 1928
- 1928 par. vacat admin. interc. Franc. Pražak
- 1930 Franc. Pražák, n. 11. 1. 1889 Dobrovice, o. 5. 7. 1914, † 7. 3. 1978
- 1941 Anton. Tuček, n. 12. 12. 1913 Mor. Ostrava, o. 29. 6. 1939, † 24. 8. 1987
- 1. 10. 1946 Štěpán Půček
- 1. 8. 1954 Jan Jeníček
- 1. 10. 1993 Václav Černý
- 11. 11. 1997 Antoni Kośmidek, admin. exc. z Lovosic
- 13. 11. 2007 Tomasz Dziedzic, admin. exc. z Třebenic
- 1. 3. 2019 Wojciech Szostek, admin. exc. z Libochovic
- 1. 10. 2023 Lukáš Hrabánek, admin. exc. z Libochovic[3]

Kromě kněží stojících v čele farnosti, působili ve farnosti v průběhu její historie i jiní kněží. Většinou pracovali jako farní vikáři, kaplani, katecheté, výpomocní duchovní aj.

## Území farnosti
Do farnosti náleží území těchto obcí:
- Třebívlice (Triblitz[p 2])
- Blešno (Plöschen[p 2])
- Děčany (Dietschan[p 2])
- Dřemčice (Dremtschitz[p 2])
- Dřevce (Drzewce[p 2])
- Lukohořany (Laukorschan[p 2])
- Semeč (Semtsch[p 2])
- Skalice (Skalitz[p 2])
- Solany (Solan[p 2])
- Staré (Starrey[p 2])
- Šepetely (Schöppental[p 2])
- Vojničky (Kleinwunitz[p 2])

## Římskokatolické sakrální stavby na území farnosti
| | Fotografie | Stavba                     | Místo      | Bohoslužby                      | Zeměpisné souřadnice             | Status          | Číslo kulturní památky           |
| Kostely | Kostely    | Kostely                    | Kostely    | Kostely                         | Kostely                          | Kostely         | Kostely                          |
| --- | ---------- | -------------------------- | ---------- | ------------------------------- | -------------------------------- | --------------- | -------------------------------- |
| 1. |            | Kostel sv. Václava         | Třebívlice | bližší informace o bohoslužbách | 50°27′26″ s. š., 13°53′54″ v. d. | farní kostel    | 43491/5-2380 (Pk•MIS•Sez•Obr•WD) |
| 2. |            | Kostel sv. Martina         | Solany     | bližší informace o bohoslužbách | 50°27′10″ s. š., 13°55′8″ v. d.  | filiální kostel | 43456/5-2309 (Pk•MIS•Sez•Obr•WD) |
| Kaple |            |                            |            |                                 |                                  |                 |                                  |
| 3. |            | Kaple Anděla Strážce       | Lukohořany | bližší informace o bohoslužbách | 50°26′8″ s. š., 13°56′2″ v. d.   | obecní kaple    | —                                |
| 4. |            | Kaple Nejsvětější Trojice  | Semeč      | bližší informace o bohoslužbách | 50°26′45″ s. š., 13°53′39″ v. d. | obecní kaple    | —                                |
| 5. |            | Kaple sv. Prokopa          | Skalice    | bližší informace o bohoslužbách | 50°29′49″ s. š., 13°53′18″ v. d. | obecní kaple    | —                                |
| 6. |            | Kaple                      | Solany     | bohoslužby příležitostně        |                                  | kaple           | —                                |
| 7. |            | Kaple                      | Šepetely   | bohoslužby příležitostně        |                                  | kaple           | —                                |
| Zaniklé objekty |            |                            |            |                                 |                                  |                 |                                  |
| 8. |            | Kaple sv. Jana Nepomuckého | Dřemčice   | —                               | 50°28′32″ s. š., 13°54′43″ v. d. | kaple           | —                                |
| Některé drobné sakrální stavby a pamětihodnosti lze dohledat zde v databázi Drobné sakrální památky Zaniklé sakrální stavby lze dohledat zde v databázi Poškozené a zničené kostely, kaple a synagogy v České republice |            |                            |            |                                 |                                  |                 |                                  |

Ve farnosti se mohou nacházet i další drobné sakrální stavby, místa římskokatolického kultu a pamětihodnosti, které neobsahuje tato tabulka.

## Galerie

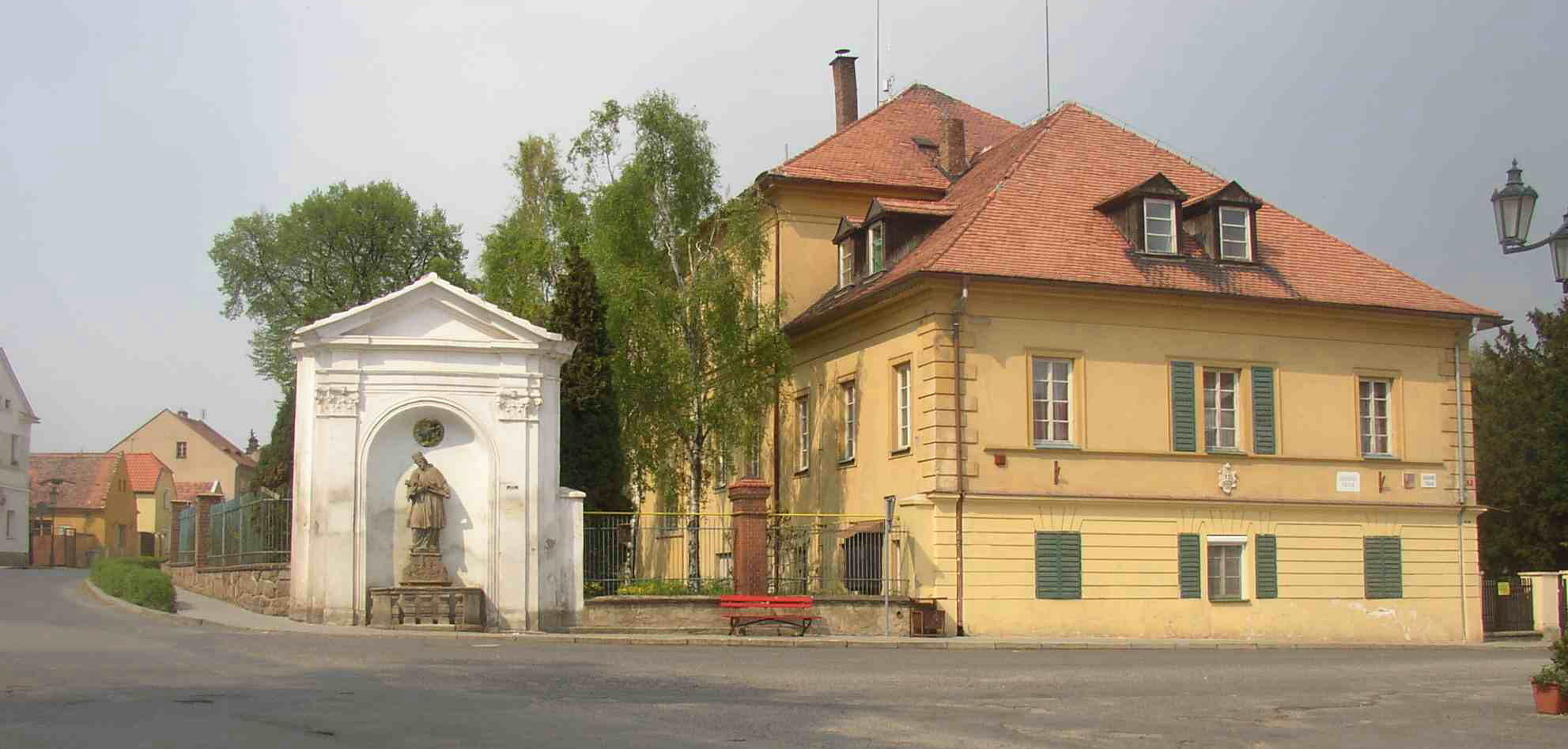
Výklenková kaple sv. Jana Nepomuckého v Třebívlicích